# Pfarrhaus (Weiltingen)

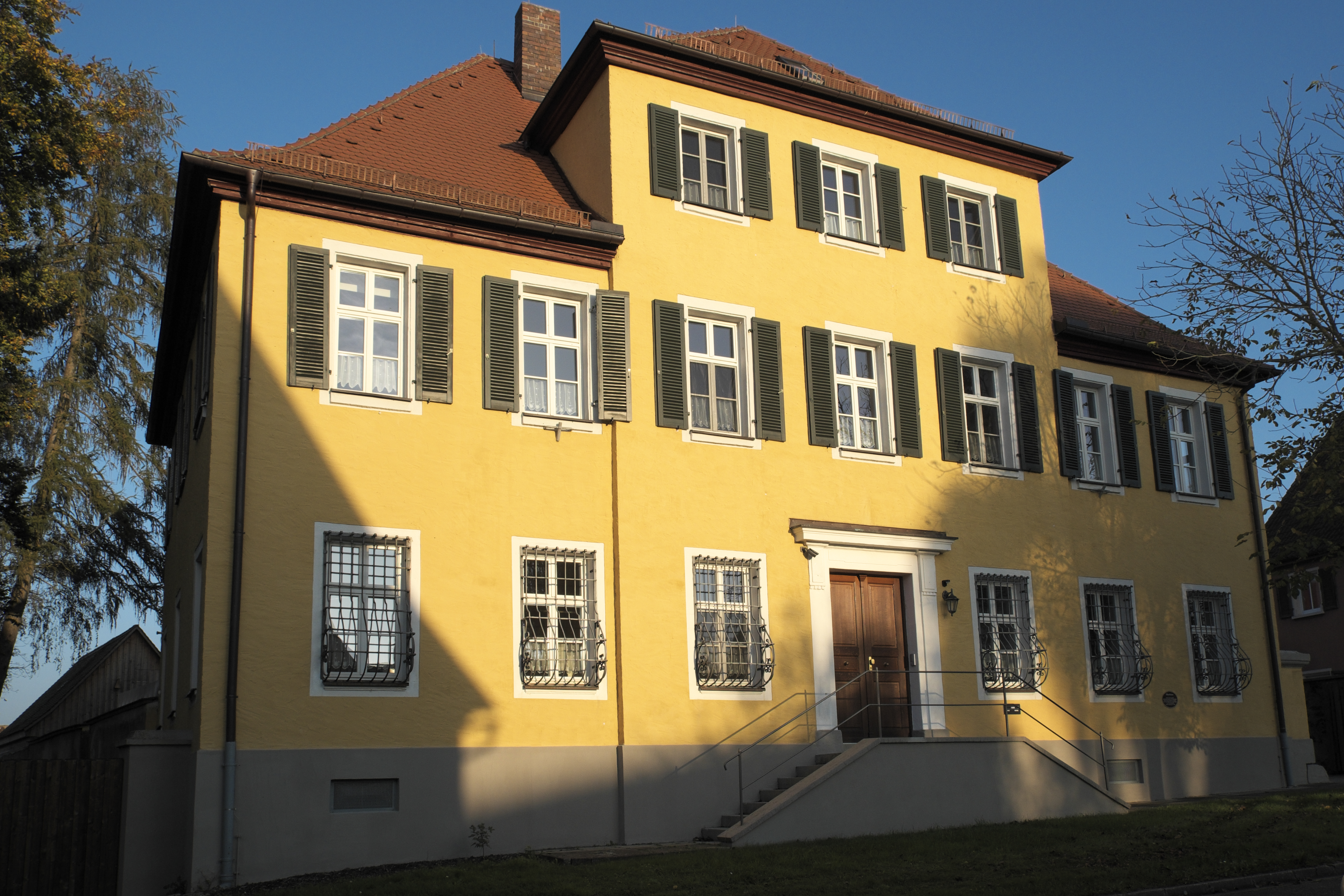
Pfarrhaus in Weiltingen

Das Pfarrhaus in Weiltingen, einer Marktgemeinde im mittelfränkischen Landkreis Ansbach in Bayern, wurde von 1781 bis 1786 als herzoglich-württembergisches Oberamtshaus errichtet. Das seit 1814 als Pfarrhaus genutzte Gebäude mit der Adresse Reitbahn 6 ist ein geschütztes Baudenkmal.
Der zweigeschossige Walmdachbau mit Zwerchhaus besitzt eine zweiseitige Freitreppe. Der flache Mittelrisalit schließt das frühklassizistische Portal mit ein.

## Trivia
Die Frau des Dichters Wilhelm Hauff, seine Cousine Luise Hauff (* 6. Januar 1806; † 30. Juli 1867), wurde in diesem Haus geboren.